# Шејди Шорс (Тексас)
Шејди Шорс (енгл. Shady Shores) град је у америчкој савезној држави Тексас. По попису становништва из 2010. у њему је живело 2.612 становника.

## Демографија
Према попису становништва из 2010. у граду је живело 2.612 становника, што је 1.151 (78,8%) становника више него 2000. године.
| Група             | 2000.         | 2010.         |
| Белци             | 1.339 (91,6%) | 2.205 (84,4%) |
| Афроамериканци    | 2 (0,1%)      | 65 (2,5%)     |
| Азијати           | 3 (0,2%)      | 59 (2,3%)     |
| Хиспаноамериканци | 98 (6,7%)     | 228 (8,7%)    |
| Укупно            | 1.461         | 2.612         |